# Tara Summers
Pour les articles homonymes, voir Summers.
Tara Summers, née le 19 décembre 1979 à Londres, est une actrice anglaise active aux États-Unis.

## Biographie
Elle a étudié au Heathfield St Mary's School à Berkshire. Elle a étudié à l'université Brown et a obtenu une licence en histoire.
En 2007, après être apparue dans trois épisodes de la série satirique Dirt, elle intègre la distribution principale de la série judiciaire Boston Justice. Elle y incarne la douce et intègre avocate Katie Lloyd durant les quatrième et cinquième saisons de cette comédie dramatique.
En 2010, elle revient sur la chaîne FX pour un personnage récurrent dans le thriller judiciaire Damages, puis en 2011 dans la série mélodramatique à suspense Ringer.
Après quelques apparitions à la télévision et au cinéma durant les années suivantes, c'est une série d'avocats qui lui fournit de nouveau un rôle régulier : elle donne la réplique à Greg Kinnear dans Rake, en 2014, puis une fois celui-ci arrêté, rebondit dans la série thriller Stalker, également annulée en 2015.
Elle retourne alors en Angleterre tourner la mini-série Mercy Street, prévue pour 2016.

## Filmographie
| Année     | Titre                              | Rôle                  | Des autres notes            |
| 2003      | Ce dont rêvent les filles          | Noelle                |                             |
| 2004      | Irrésistible Alfie                 | Caroline              |                             |
| 2004      | Fooling Hitler                     |                       |                             |
| 2005      | Vado a messa                       | Frances               |                             |
| 2005      | The Jacket                         | Nurse Nina            |                             |
| 2006      | The Wedding Album                  | Milla                 |                             |
| 2006      | The Great San Francisco Earthquake | Lucy Fisher           |                             |
| 2006      | Rabbit Fever                       | Ally                  |                             |
| 2006      | Factory Girl                       | Brigid Polk           |                             |
| 2007      | Dirt                               | Abby                  | Saison 1, 3 épisodes        |
| 2007      | Boston Justice                     | Katie Lloyd           |                             |
| 2008      | Le Prix de la trahison             | Detective Alice Sands |                             |
| 2011      | Ringer                             | Gemma Butler          | Récurrente, épisodes 1 à 10 |
| 2013      | Hitchcock                          | Rita Riggs            |                             |
| 2014-2015 | Stalker                            | Tracy Wright          | Récurrente                  |
| 2015      | You're the Worst                   | Lexi                  | Saison 2, épisodes 9        |
| 2018      | Driven                             | Molly                 |                             |
| 2019      | Elementary                         | L'infirmière          | Saison 7, épisode 1         |